# Wanhatti
Wanhatti est une ville et un ressort du Suriname situé dans le district de Marowijne, au bord de la Cottica.